# Раханский, Анатолий Варфоломеевич
Анатолий Варфоломеевич Раханский (30 июня 1939, Христиновка, Киевская область — 10 сентября 2018) — советский и украинский государственный и политический деятель. Народный депутат Украины II, III и IV созывов.

## Образование
Одесский технологический институт пищевой промышленности им. М. Ломоносова, механический факультет (1971), инженер-механик.

## Карьера
- 1959—1962 — рабочий Ананьевского райпищекомбината. Механик, главный инженер Звенигородского райпищекомбината.
- 1962—1967 — директор Городищенского пивобезалкогольного завода.
- 1967—1975 — директор Евпаторийского пивобезалкогольного завода.
- 1975—1977 — главный инженер Крымского областного управления пищевой промышленности.
- 1977—1987 — начальник Главного управления, заместитель Министра, первый заместитель Министра пищевой промышленности УССР.
- 1987—1992 — начальник Управления пищевой промышленности Госплана Украины, заместитель Министра экономики Украины.
- 1991—1992 — член Межреспубликанского комитета стран СНГ от Украины.
- Декабрь 1992 — подал в отставку в связи с неприятием позиций. Затем работал заместителем председателя Комиссии Президента Украины по связям с международными финансовыми учреждениями и контроля над внешнеэкономической деятельностью, с июля 1993 — руководитель Консультативно-аналитического центра по внешнеэкономическим вопросам Администрации Президента Украины.
- Декабрь 1993—1994 — заместитель Министра внешнеэкономических связей Украины.
- 1993—1994 — член Консультативного комитета Президентов Украины и Республики Польша.

Участник ликвидации последствий аварии на ЧАЭС (I категория) с первых дней.
Член пленума по присуждению Государственных премий Украины (1982—1992). С 1996 — член постоянной комиссии Верховной Рады Украины в Совете Европы (заместитель главы делегации), председатель комитета ПАСЕ по вопросам науки и технологий (с февраля 2000). Член бюро ПАСЕ и член Регионального совета от Украины в Европейском комитете «Парламентарии мира и проблемы ХАБИТАТ» (с марта 2000). Руководитель депутатских групп в Верховной Раде Украины по межпарламентским связям с Республикой Корея и Республикой Азербайджан. Координатор народных депутатов от Автономной Республики Крым.
Председатель общественной организации «Всеукраинский Совет Старейшин» и председатель Правления Общественной организации «Украинский совет ветеранов-депутатов и работников законодательной власти, региональных советов и Парламентской ассамблеи совета Европы (ПАСЕ)».

## Парламентская деятельность
Народный депутат Украины 2-го созыва с 11 мая 1994 по 12 мая 1998 по Евпаторийскому избирательному округу № 30 Автономной Республики Крым, выдвинут трудовым коллективом. Член группы «Независимые». Член Комитета по вопросам государственного строительства, деятельности советов и самоуправления. На время выборов: заместитель Министра внешних экономических связей Украины, беспартийный. Член Межреспубликанского комитета стран СНГ от Украины. С 1996 — член постоянной комиссии Верховной Рады Украины в Совета Европы (заместитель главы делегации), возглавлял депутатскую группу депутатов-чернобыльцев.
народный депутат Украины 3-го созыва с 12 мая 1998 по 14 мая 2002 по избирательному округу № 4 Автономной Республики Крым. На время выборов: народный депутат Украины, беспартийный. Член фракции партии «Трудовая Украина». Член Комитета по вопросам государственного строительства, местного самоуправления и деятельности советов (с июля 1998, позже — Комитет по вопросам государственного строительства и местного самоуправления). Председатель комитета ПАСЕ по вопросам науки и технологий (с февраля 2000).
народный депутат Украины 4-го созыва с 14 мая 2002 по 25 мая 2006 по избирательному округу № 4 Автономной Республики Крым, самовыдвижение. «За» 28,37 %, 14 соперников. На время выборов: народный депутат Украины, беспартийный. Член фракции «Единая Украина» (май—июнь 2002), член фракции партий ППУ и «Трудовая Украина» (июнь 2002 — апрель 2004), член фракции политической партии «Сильная Украина» (апрель—декабрь 2004), внефракционный (декабрь 2004 — январь 2005), член группы «Демократическая Украина» (январь — сентябрь 2005), член фракции Политической партии «Вперед, Украина!» (сентябрь—октябрь 2005), член группы «Доверие народа» (октябрь—декабрь 2005), член группы Народного блока Литвина (декабрь 2005 — апрель 2006). Член Комитета по вопросам государственного строительства и местного самоуправления (с июня 2002).
Март 2006 — кандидат в народные депутаты Украины от партии «Возрождение», № 10 в списке. На время выборов: народный депутат Украины, беспартийный.
Официально выступил на сессиях ПАСЕ 116 раз по самым разным вопросам, в том числе по защите прав человека, предупреждению экологических катастроф, относительно состояния экономики Европы, свободы слова, осуждения агрессии против Югославии и Ирака. На каждой сессии ПАСЕ инициировал обсуждение проблем ликвидации последствий Чернобыльской катастрофы.
Инициатор создания кинофильма о последствиях аварии на ЧАЭС и проведения ежегодных фотовыставок и демонстраций в помещении ПАСЕ, фильмов о ходе её ликвидации, а также многочисленных обращений к странам Большой семёрки и международных финансовых организаций с требованиями срочного выполнения Оттавского меморандума относительно их участия в ликвидации техногенной катастрофы.

## Семья
Украинец. Отец Варфоломей Николаевич (1904—1951) — рабочий. Мать Мария Семеновна (1909—1988) — работница совхоза. Жена Валентина Андреевна (1941—2008) — биолог. Дочь Людмила (1964)— филолог. Сын Тарас (1975) — специалист по внешнеэкономическим связям.

## Награды
Почётный член Парламентской ассамблеи Совета Европы (пожизненно), Заслуженный работник промышленности УССР (1987).
Член-корреспондент Академии инженерных наук Украины (АИНУ) (1994), Международной академии информациологии при ООН (2002), почетный доктор наук Азербайджанского университета народного хозяйства (Бакинского университета экономики) (2001).
Звание «Почётный крымчанин» (2004), Почетный гражданин городов Евпатория, Саки, села Суворово (Крым), Христиновского района Черкасской области.
Орден «За заслуги» III (сентябрь 2002) и II степеней (июнь 2004). Почётная грамота Кабинета Министров Украины (июнь 2004), Почётная грамота Президиума Верховной Рады Автономной Республики Крым (1999), золотая звезда «Герой казацкого народа», медаль Совета Европы «За заслуги перед Европой», медаль «Ликвидатор последствий аварии на ЧАЭС», орден «Вятян Ювалди» («Сын Отечества», Республика Азербайджан).

## Книги
Автор книг: «Десять лет в Парламентской ассамблее Совета Европы», «На пути к миру», «Уроки Чернобыля», «Слуга народа».
Осуществлял общую редакцию изданий О. П. Гусева «Неизвестный Чернобыль», «Громы и молнии объекта „Укрытие“», «Протуберанцы Чернобыля: документы и факты о борьбе Украины вместе с международным сообществом с последствиями катастрофы на ЧАЭС» и др.

## Ссылка
- Сайт Верховной Рады Украины
- Михайлик Андрей «Дорогами Анатолия Раханского», 2003;